# Ахмейе, Усман Зейдин
Усман Зейдин Ахмейе (фр. Ousmane Zeidine Ahmeye; 9 июня 1994) — футболист из Нигера, нападающий. Выступал за сборную Нигера.

## Биография
На родине выступал за команды «АСФАН» (Ниамей) и «Акокана» (Арлит). В 2012 году перебрался во Францию, где играл в пятом дивизионе за второй состав «Анже» и за клуб «Сен-Коломбан».
В августе 2016 года перешёл в киргизский «Дордой», с которым по итогам сезона стал серебряным призёром чемпионата Кыргызстана и обладателем Кубка страны. 25 октября 2016 года в матче с «Алдиером» (13:0) забил пять голов.
С 2018 года играет в Нигерии за «Хартленд» и «Энугу Рейнджерс».
Сыграл один матч за национальную сборную Нигера — 23 марта 2013 года против Буркина-Фасо (0:4), заменив на 85-й минуте Муссу Мосси.